# 初音ひさみ
初音 ひさみ（はつね ひさみ、1984年12月3日 - ）は、日本のタレントである。本名、平島 ひさ美。
東京都出身。サンミュージックグループ所属。
趣味は神社・仏閣鑑賞、料理。特技は柔道（初段）、硬筆（七段）、ピアノ、クラシックバレエ

## 人物

### 略歴
- 2001年、第3回ホットドッグプレスドリームガールズの準グランプリに選ばれる。
- 2003年、Sound Contest2003 第1回ミスアクションコンテストのOVER-18部門で準グランプリに選ばれる。

## 出演

### テレビドラマ
- はぐれ刑事純情派 第12シリーズ 第8話「死体に赤い墨汁が!? 手を握る女！」（1999年5月19日、テレビ朝日） ‐ 水島絵美 役

### 映画
- 深紅（2005年）

### ビデオ/DVD
- 初音ひさみ 19歳、女子大生（2004年6月20日、さくら堂）
- 浮気しちゃやだよ（2004年10月20日、ラインコミュニケーションズ）
- Melody（2006年1月31日、BNS）